# Belle Starr (Comic)

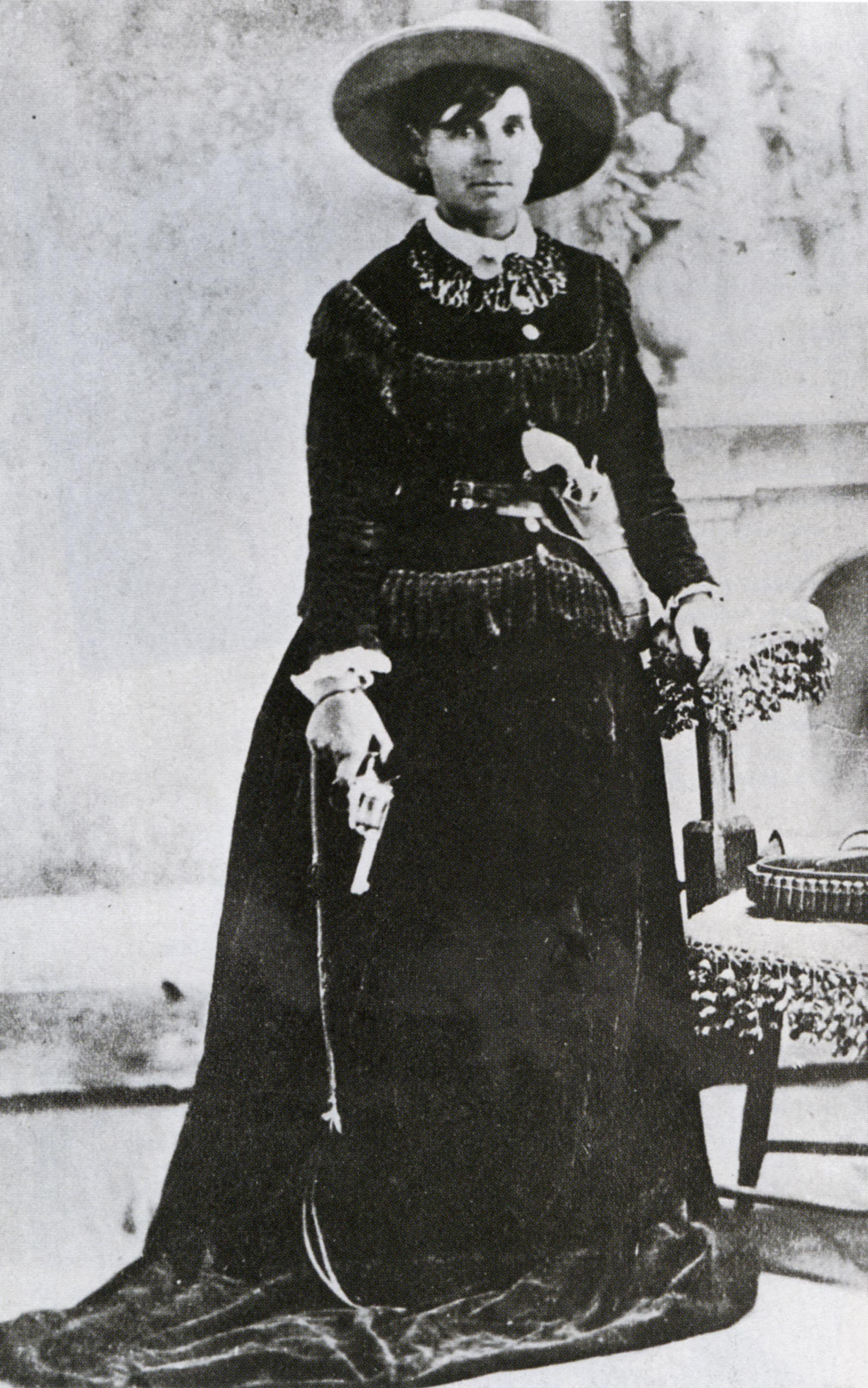
Belle Starr, um 1880

Belle Starr (französischer Originaltitel: Belle Starr) ist ein Lucky-Luke-Album aus der Feder von Morris. Die Texte stammen von Xavier Fauche, die deutsche Übersetzung von Klaus Jöken. Der Band erschien erstmals 1995.
Die Geschichte persifliert die Taten der realen „Banditenkönigin“ Belle Starr (1848–1889). 

## Inhalt
Lucky Luke möchte einen Gangster im Gefängnis von Fort Smith, Arkansas, abliefern. Den Sheriff findet er in der Bank, wo er gerade mit vorgehaltenem Colt eine „Auszahlung“ verlangt. Erst nachdem die Situation bereinigt ist, stellt sich heraus, dass die Szene nur für eine Fotografie gestellt war. Kurz darauf erscheint der Richter, und erklärt, dass der Gangster am anderen Tag abgeurteilt werden soll. 
Der Prozess dauert nicht lange: Das Urteil lautet 5 Jahre Haft oder $ 50.000 Kaution. Dann erscheint eine mysteriöse Dame, die als Belle Starr vorgestellt wird, und bezahlt die Kaution, wobei sie diese jedoch auf $ 5000 herunterhandelt. Der Sheriff erzählt Luke, dass das immer so abläuft, und sie jeden Gangster, den er verhaftet, wieder freikauft. Dann taucht auch noch Billy the Kid (siehe Billy the Kid) auf und prahlt damit, dass er sich alles erlauben kann, da Belle ihn sowieso wieder freikaufen würde. Als Lucky Luke eine Brieftaube ins Weiße Haus schicken möchte, erhält er nur einen altersschwachen Vogel, und es wird langsam klar, dass die Einwohner der Stadt ganz schön an Geschäften mit Belle Starr verdienen und deshalb kein Interesse daran haben, sie und ihre durch die Kautionen freigekaufte Verbrecherbande dingfest zu machen.
Als Luke mit dem Pastor spricht – dessen überaus luxuriöse Residenz ebenfalls mit „Spenden“ von Belle Starr errichtet wurde – wird eine Postkutsche überfallen. Doch das diente offenbar nur zur Ablenkung, denn gleichzeitig werden im nahegelegenen Fort 40 Pferde der Kavallerie gestohlen. Lucky Luke schmiedet zusammen mit dem Sheriff, dem einzigen in der Stadt, der nicht korrupt ist, einen Plan gegen die Bande. Dazu lässt er sich selbst verhaften, verurteilen und dann von Belle Starr freikaufen. 
Im Schlupfwinkel der Bande von Belle angekommen, trifft er zunächst auf die Daltons, die allerdings schnell verscheucht sind. Danach sorgt er dafür, dass sich Belle so sehr über die Streiche von Billy the Kid ärgert, dass sie diesen fortschickt, womit er wieder im Gefängnis landet. Danach ruft Belle ihre „Schäfchen“ zusammen, um Pläne für die nächsten Überfälle zu schmieden. Die Daltons wollen unbedingt genau die Bank knacken, in der Belle Starr ihre eigene Beute versteckt hat. Weil sie damit natürlich nicht einverstanden ist, wollen sie es auf eigene Faust versuchen, als Ma Dalton auftaucht und sie zurechtweist und mitnimmt. 
Später hält der Pastor in der Kirche eine Lobrede auf Belle und hofft auf großzügige Spenden, als zwei Herren auftauchen, die sich als Richter Isaac Parker und Scharfrichter George Maldon vorstellen und die Korruption in den Griff bekommen wollen. Wegen des Fotos aus der Anfangsszene, das angeblich Lucky Luke bei einem Banküberfall zeigt, soll dieser verhaftet werden. Doch der springt aus dem Fenster und erscheint wieder in der Tür. Mittels eines Tricks kann er zeigen, dass Belle Starr und ihre Bande die eigentlichen Verbrecher sind, wonach Parker sein Urteil spricht. Belle Starr wird nur deshalb nicht gehängt, weil das Gesetz dies für Frauen verbiete. Im Abspann des Buches werden aber eine ganze Reihe von Verbrechern gehängt, wodurch Fort Smith zu einer sicheren Stadt wurde.

## Hintergründe

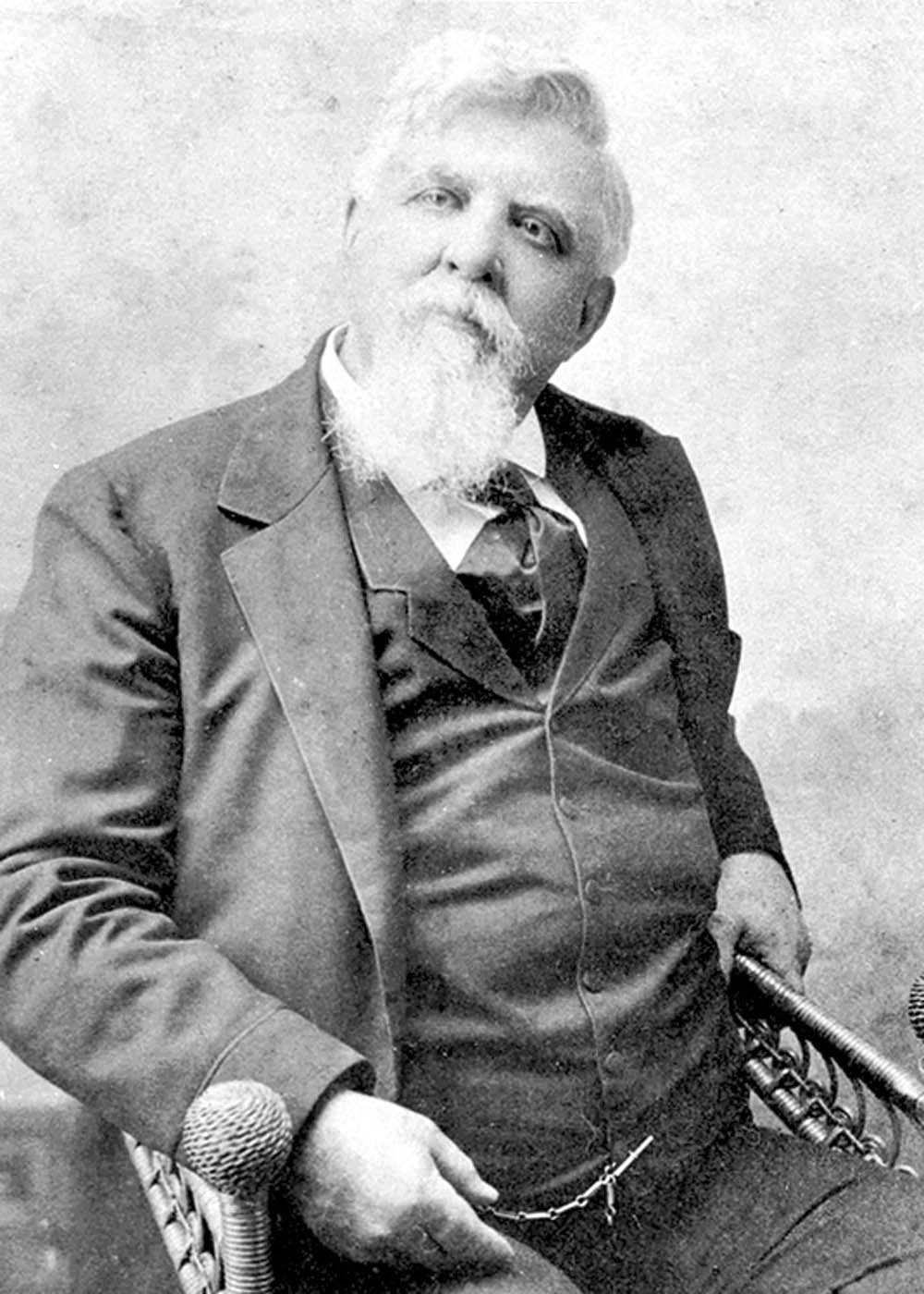
Isaac Charles Parker, um 1890

Der Band enthält mehrere Bezüge zu Personen, die real existiert haben, wie auf der letzten Seite erklärt wird. Ungewöhnlich ist zudem, dass Ort und Zeit der Handlung sehr genau beschrieben sind. Die Geschichte handelt in Fort Smith im Bundesstaat Arkansas im Jahr 1875, womit Ort und Zeit mit dem Auftreten der realen Belle Starr übereinstimmen.
- Belle Starr wurde Bandit Queen (Gangsterkönigin) genannt und hatte sich auf Viehdiebstähle spezialisiert. Sie wurde 1889 in einem Hinterhalt erschossen.
- William Story war ein Richter, der unter anderem am Bundesbezirksgericht in Arkansas wirkte und 1874 wegen Korruptionsvorwürfen zurücktreten musste.
- Isaac C. Parker war ein sehr strenger Richter, der in Fort Smith amtete und dabei 88 Männer an den Galgen brachte.
- George Maldon war der Scharfrichter, der Parker zur Seite stand. Sein Galgen war für sechs Verurteilte gleichzeitig konstruiert.